# Buniewice
Buniewice (deutsch Bünnewitz) ist ein Dorf in der Gemeinde Kamień Pomorski in der polnischen Woiwodschaft Westpommern.

## Geographische Lage
Das Dorf liegt in Hinterpommern, 3,5 km westlich von Kamień Pomorski (Cammin i. Pom.) am Westufer der in dem Odermündungsarm Dziwna (Dievenow) liegenden Insel Wyspa Chrząszczewska (Gristow), die von der Maade und dem Camminer Bodden umflossen wird, und etwa 63 Kilometer nördlich von Stettin.

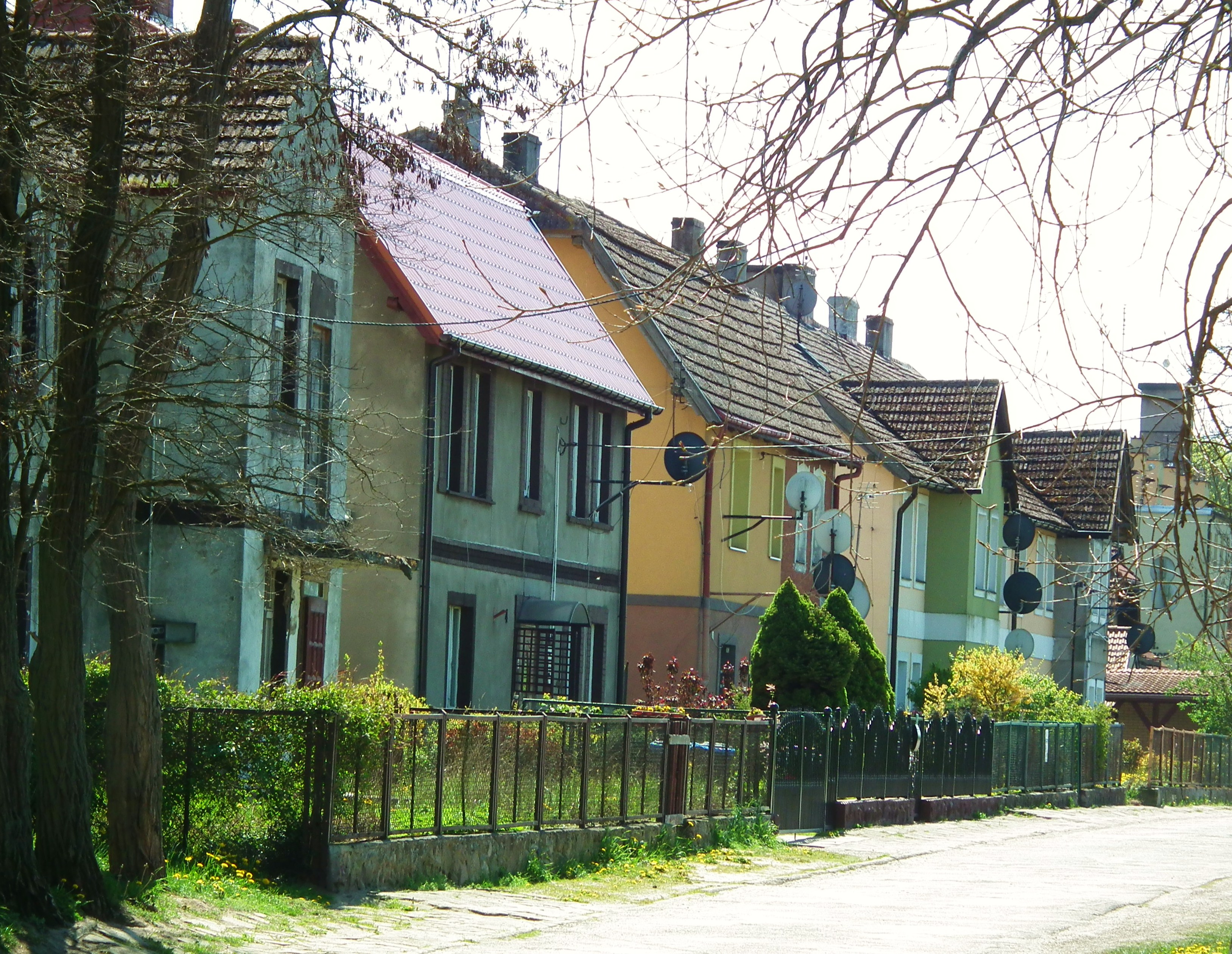
Häuser im Dorfzentrum

## Geschichte
Das Dorf wird erstmals 1321 urkundlich erwähnt; im Jahr 1425 verkauften zwei Vettern aus dem alten pommerschen Adelsgeschlecht der Bünnewitz das Dorf mit vier Höfen für 550 Mark Finkenaugen an die Stadt Cammin. Während die Stadt Cammin nach dem Schwedisch-Brandenburgischen Krieg (1674–1679) in den Staatsverband Friedrich Wilhelms, des Großen Kurfürsten, eingegliedert wurde, blieben ihre Besitzungen in Bünnewitz bis 1721 unter schwedischer Hoheit. Um 1780 gab es in Bünnewitz vier Halbbauern, zwei Kossäten, einen Büdner und insgesamt acht Feuerstellen. Im Jahr 1867 hatte das Dorf vier Halbbauern, zwei Kossäten und insgesamt 51 Einwohner, die auf sieben Wohnhäuser verteilt waren.
Im Zeitraum 1871–1872 wurde in Bünnewitz eine Zementfabrik errichtet. Diese umfasste ein Areal von 281.015 m² und verfügte über einen eigenen schiffbaren Kanal sowie über eigene Mergelgruben. Nachdem die Betreibergesellschaft vor dem Ersten Weltkrieg in Liquidation geraten war, wurden 31.452 m² Grund an die Pommersche Ansiedlungsgesellschaft Stettin zur Errichtung von Arbeiter-Wohnhäusern verkauft. 1921 wurde die Fabrik stillgelegt. Die Schornsteine der Zementfabrik zu Bünnewitz wurden bei der Navigation auf den Gewässern an der Odermündung als Landmarken benutzt.
Im Jahr 1925 wurden in Bünnewitz 318 Einwohner gezählt, die auf 81 Haushaltungen verteilt waren. Anfang der 1930er Jahre hatte die Gemarkung der Landgemeinde Bünnewitz eine Fläche von 1,3 km² (125,6 Hektar), und im Gemeindegebiet standen insgesamt 22 bewohnte Wohnhäuser an zwei verschiedenen Wohnstätten:
1. Bünnewitz
2. Stettin-Gristower Portland-Zementfabrik

Bünnewitz hatte um 1935 eine Bäckerei und Tongruben.
Bis 1945 bildete Bünnewitz eine Landgemeinde, die zum Amtsbezirk Gristow im Landkreis Cammin i. Pom. der preußischen Provinz Pommern des Deutschen Reichs gehörte.
Gegen Ende des Zweiten Weltkriegs wurden die beiden Dörfer Gristow und Bünnewitz auf der Insel Gristow bis zum 26. April 1945 verteidigt. Am 4. März um 14 Uhr wurde die Bevölkerung aufgefordert, die Flucht vorzubereiten und den Räumungsbefehl abzuwarten. Am 5. März erfolgte die überstürzte Flucht mit Wasserfahrzeugen unter Beschuss durch die Rote Armee. An der Dievenow fanden am Kriegsende die letzten Kämpfe in Hinterpommern statt.
Nach Beendigung der Kampfhandlungen wurde Bünnewitz zusammen mit der Insel Gristow und ganz Hinterpommern seitens der sowjetischen Besatzungsmacht der Volksrepublik Polen zur Verwaltung überlassen. Danach begann die Zuwanderung polnischer Zivilisten. Die Landgemeinde Bünnewitz wurde unter der polonisierten Ortsbezeichnung ‚Buniewice‘ verwaltet. In der Folgezeit wurde die einheimische Bevölkerung von der polnischen Administration aus Bünnewitz und dem Kreisgebiet vertrieben.

### Demographie
| Jahr | Einwohner | Anmerkungen                                |
| ---- | --------- | ------------------------------------------ |
| 1818 | 43        | Kämmereidorf der Stadt Cammin              |
| 1852 | 58        | Dorf                                       |
| 1867 | 51        | am 3. Dezember                             |
| 1871 | 54        | am 1. Dezember, sämtlich Evangelische      |
| 1885 | 80        | am 1. Dezember, sämtlich Evangelische      |
| 1890 | 135       | am 1. Dezember                             |
| 1910 | 335       | am 1. Dezember                             |
| 1925 | 318       | davon 290 Protestanten und vier Katholiken |
| 1933 | 306       | [ 17 ]                                     |
| 1939 | 301       | [ 17 ]                                     |

## Religion
Die vor 1945 in Bünnewitz anwesende Dorfbevölkerung gehörte mit großer Mehrheit dem evangelischen Glaubensbekenntnis an. Unter den 1925 gezählten 318 Einwohnern befanden sich 290 Protestanten und vier Katholiken.
Die Protestanten aus Bünnewitz gehörten zum evangelischen Kirchspiel der St.-Nikolai-Kirche in Cammin, auch ‚Bergkirche‘ genannt, während für die Katholiken das katholische Kirchspiel Cammin zuständig war.

## Schule
Brünnitz hatte bis 1945 eine eigene Volksschule.

## Vorgeschichtliche Funde
In Bünnewitz sind eine Lochaxt aus der Steinzeit und ein Skelettgrab aus der älteren römischen Kaiserzeit mit einer Bronzefibel gefunden worden.

## Der Große Stein bei Gristow

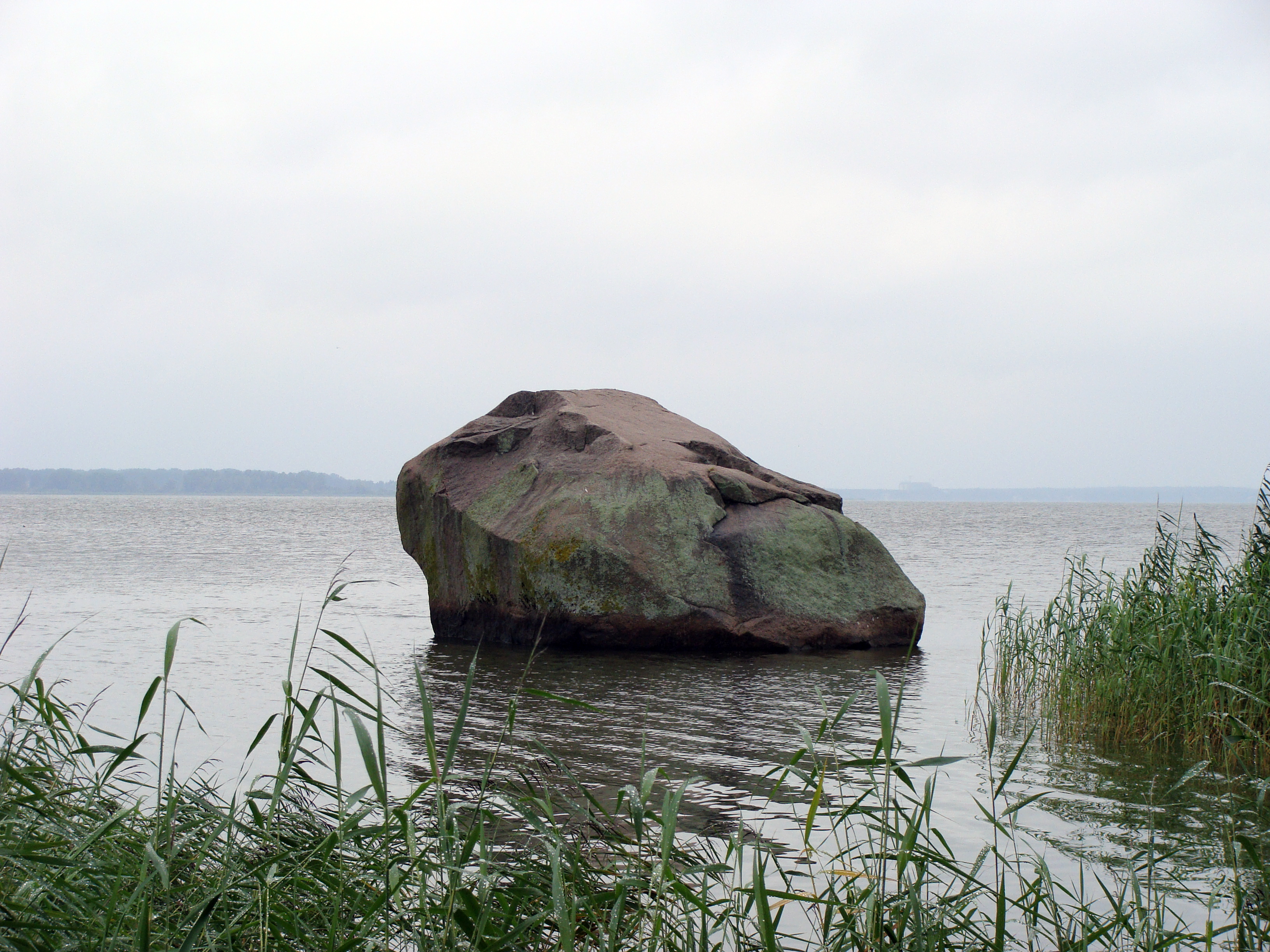
Der Große Stein, im Camminer Bodden nördlich des Dorfes

Nördlich von Bünnewitz liegt nahe am Ufer der Insel Gristow im Camminer Bodden ein Findling, der Große Stein oder Großstein genannt. Um den Stein haben sich in der Vergangenheit Volkssagen gebildet. Der Stein ist ferner Gegenstand der 1847 erschienenen Novelle Der Großstein auf der Insel Gristow bei Cammin in Pommern.